# Garlstedter Lure

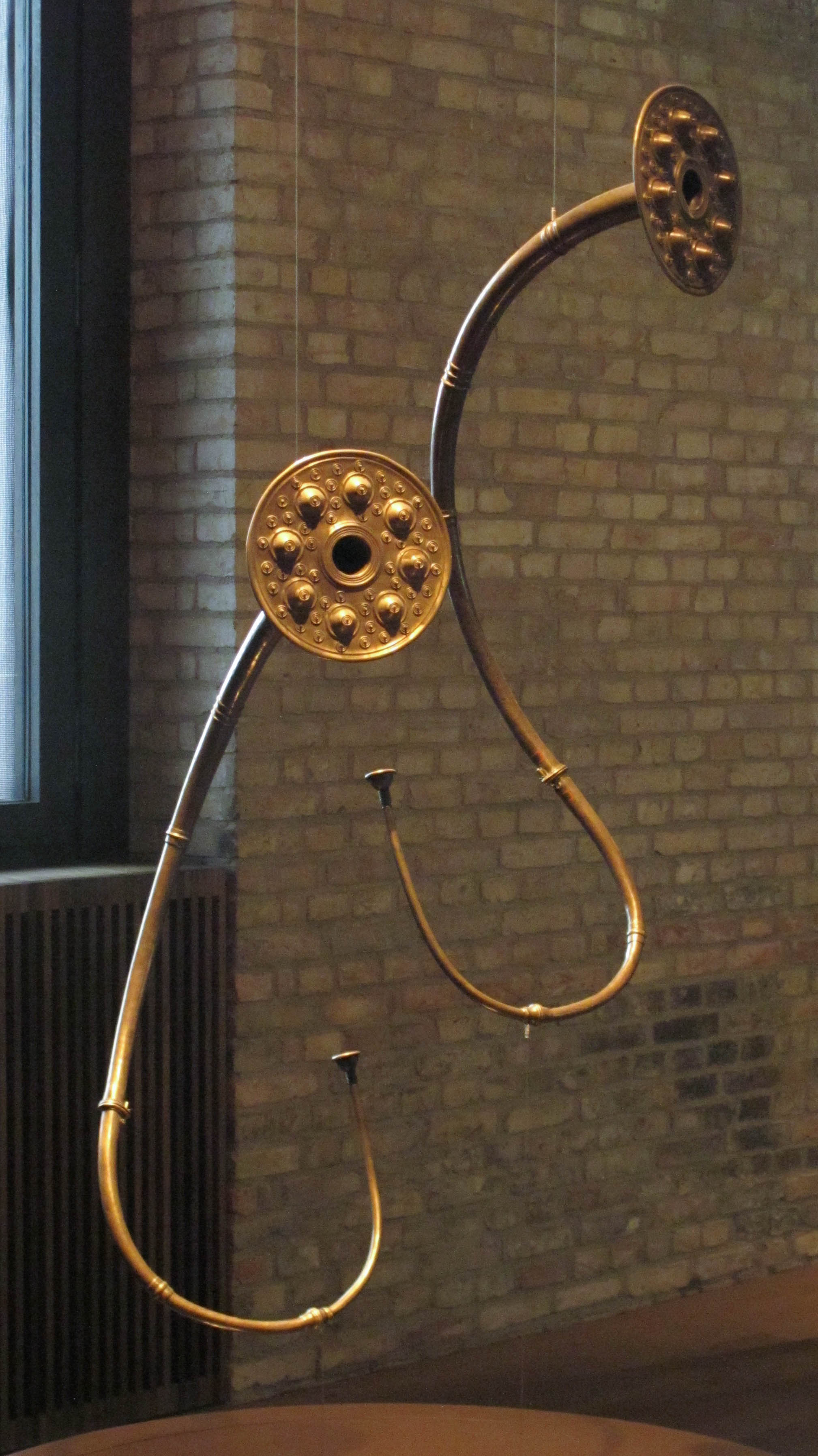
Repliken der Garstedter Lure im Museum für Vor- und Frühgeschichte, Berlin

Die Garlstedter Lure ist eine spätbronzezeitliche Lure, die 1830 in einem Grabhügel in der Nähe der niedersächsischen Gemeinde Garlstedt im Landkreis Osterholz gefunden wurde.
In der Umgebung von Garlstedt, insbesondere im Forst Elm, befindet sich eine größere Anzahl von Grabhügeln aus der jüngeren Bronzezeit, etwa 1800 – 700 v. Chr. Bei Straßenbauarbeiten an der Bremerhavener Heerstraße wurden aus einem der angeschnittenen Grabhügel archäologische Funde zu Tage gefördert, dessen spektakulärste die Reste der bronzenen Lure sind. Die Fundumstände wurden nicht dokumentiert. Das Garlstedter Musikinstrument ist der einzige Fund einer Lure in Niedersachsen und gleichzeitig der südlichste Fund der 62 Exemplare umfassenden Instrumentengattung überhaupt, die mehrheitlich in Dänemark und Schweden gefunden wurden.

Lure von Garlstedt auf dem Garlstedter Gemeindewappen

Ursprünglich war die in 21 Fragmenten erhaltene bronzene Lure 192 Zentimeter lang. Sie besteht aus mindestens vier gegossenen Segmenten mit durchschnittlicher Wandstärke von etwa einem Millimeter, die miteinander verlötet waren. An einer Stelle ist die Lure nur lose zusammengesteckt und mit einer Art Splint gesichert, sodass sie zerlegt werden konnte. Die Schallscheibe an der Mündung hat einen Durchmesser von 26,5 Zentimetern und ist mit acht symmetrisch angeordneten, halbkugeligen Buckeln verziert. Die Fragmente der Garlstedter Lure sind im Niedersächsischen Landesmuseum in Hannover ausgestellt.
Im frühen 20. Jahrhundert ließ das damalige Provinzialmuseum Hannover unter dem Archäologen Hans Hahne mehrere Nachbauten der Lure durch den Hannoveraner Bronzegießer Otto Hägemann anfertigen. Diese Nachbauten sind alle bespielbar, doch sie erreichen nicht die dünnen Wandstärken des Originals. Ein Paar dieser nachgebauten Luren befindet sich heute im Niedersächsischen Landesmuseum Hannover, während ein zweites Paar dem Landesmuseum für Vorgeschichte in Halle (Saale) geschenkt wurde und dort ausgestellt wird.
Die Gemeinde Garlstedt nahm die Lure in ihr Gemeindewappen auf.